# Hans Scham
Hans Scham (* 1588 in Ottobeuren; † 18. August 1654 in Oberstdorf) war ein südschwäbischer Bildhauer des Barock.

## Leben
Der Bildhauer Hans Scham genoss in der ersten Hälfte des 17. Jahrhunderts im südschwäbischen Raum hohe Anerkennung. Er entstammte einer namhaften Ottobeurer Künstlerfamilie. Sein 1564 geborener Vater Kaspar arbeitete sowohl in Stein, als auch in Holz. Es ist anzunehmen, dass Hans Scham bei seinem Vater in die Lehre ging. Bis zum Jahre 1633 lebte der 1588 geborene Künstler in Ottobeuren. Als die Schweden seine Heimatstadt besetzten, floh er 1633 nach Oberstdorf. Am 18. August 1654 verstarb Hans Scham in seiner neuen Wahlheimat.

## Leistungen
Schon mit 17 Jahren hatte Scham als Meister am Altar für die Stiftskirche in Ellwangen gearbeitet. Weiter fertigte er Altäre in der Kirche in Eldern (1603–1611), der Wolfgangskapelle in Wangen (1613–1617), der Ochsenhausener Klosterkirche (1620) und der Kirche in Achstetten (1625). Sein bekanntestes Werk in der Oberstdorfer Zeit waren 1637/38 Altäre in der Hindelanger Pfarrkirche. In Rettenberg gestaltete er vermutlich 1641/42 den neuen Hochaltar. Da sich jedoch Kunststile änderten, wurden diese Altäre ersetzt und die Skulpturen fanden teilweise in weniger wichtigen Kirchen und Kapellen Verwendung. Gesichert gelten die aus Ochsenhausen stammende Kreuzigungsgruppe in Hattenburg (1620/22) und die Muttergottes in der Pfarrkirche St. Verena in Fischen (ca. 1641) von Scham. Ziemlich wahrscheinlich stammen auch die Mondsichelmadonna in der Kirche in Vorderhindelang und ein lebensgroße Kruzefixus in der Pfarrkirche St. Verena in Fischen aus seiner Werkstatt.